# Magnús Brynjólfsson
Magnús Brynjólfsson (ur. 5 czerwca 1923 w Akureyri, zm. 6 grudnia 1976 tamże) – islandzki narciarz alpejski, uczestnik Zimowych Igrzysk Olimpijskich 1948 w Sankt Moritz.
Jego najlepszym wynikiem na zimowych igrzyskach olimpijskich jest 48. miejsce osiągnięte w Sankt Moritz w 1948 roku w kombinacji.

## Osiągnięcia

### Zimowe igrzyska olimpijskie
| Igrzyska        | Konkurencja | Czas                           | Wynik |
| --------------- | ----------- | ------------------------------ | ----- |
| St. Moritz 1948 | Zjazd       | 3:48.2                         | 64.   |
| St. Moritz 1948 | Kombinacja  | 3:07.7 (slalom) 3:48.2 (zjazd) | 48.   |